# 緊急交通路

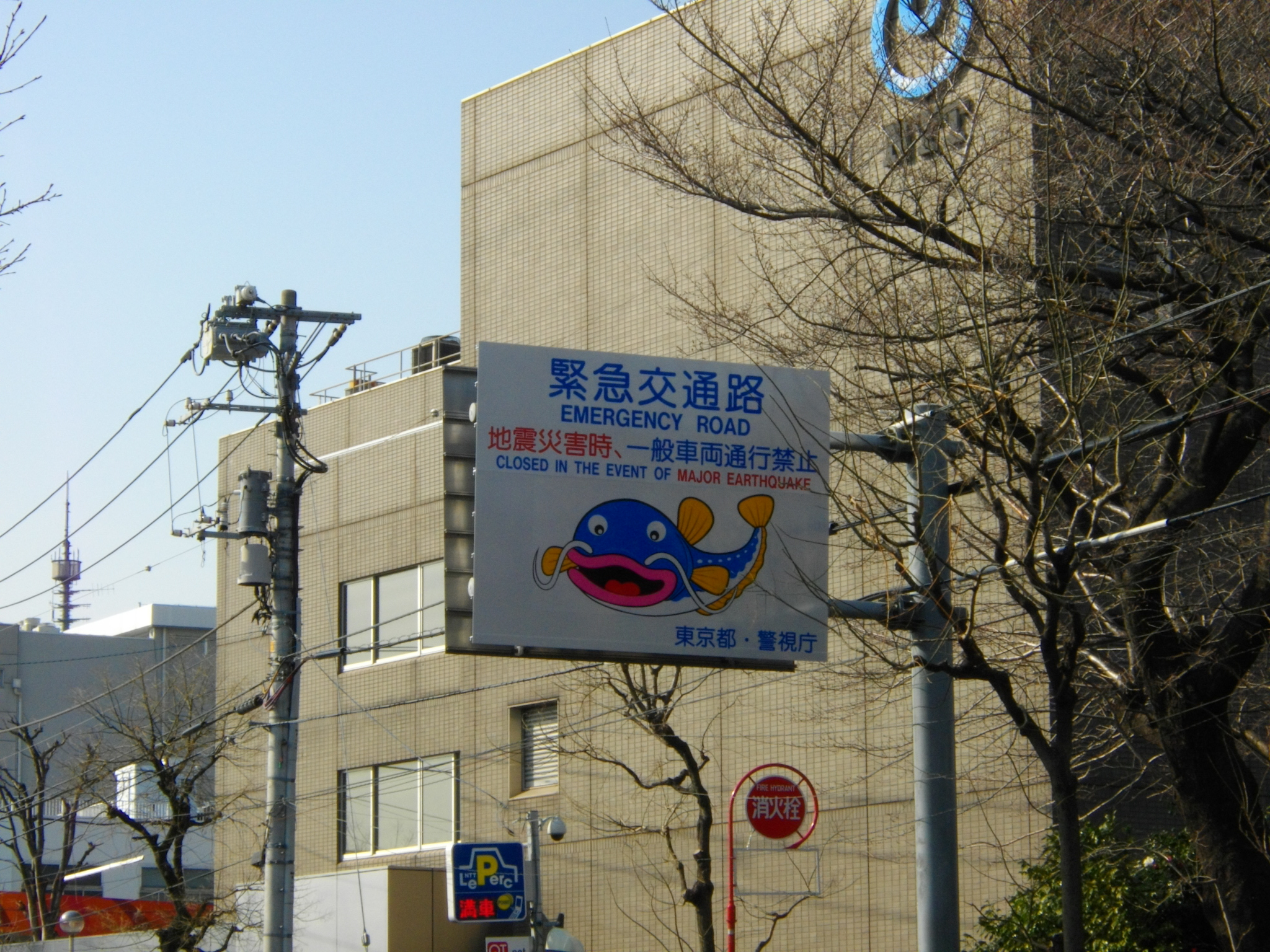
標識（東京都杉並区）

緊急交通路（きんきゅうこうつうろ）は、災害対策基本法第76条第1項に基づき、災害応急対策の的確かつ円滑な実施のために、一般車両の通行の禁止・制限を交通管理者（公安委員会）が路線と区間を指定して実施するものである。

## 通行可能車両
- 緊急自動車（救急・消防・警察等）
- 災害応急対策を実施する車両（標章と証明書が交付される）
  - 災害応急対策とは、災害対策基本法50条における警報の発令、避難の勧告・指示、消防・水防、救難・救助、応急復旧、犯罪予防、緊急輸送の確保等で指定（地方）行政機関、指定（地方）公共機関等に実施責任がある。東日本大震災においては、燃料が不足したことよりタンクローリー車にも交付された[1]。

## 実施例
- 1995年（平成7年）
  - 1月17日午前5時46分52秒 - 兵庫県南部地震（阪神・淡路大震災）発生
  - 1月19日 - 国道2号について緊急交通路に指定
  - 1月22日 - 追加指定（国道2号、神戸市道（東西軸）等）
- 1996年（平成8年）8月10日 - 全面解除
- 2011年（平成23年）
  - 3月11日午後2時46分18.1秒 - 東北地方太平洋沖地震（東日本大震災）発生
  - 3月12日午前11時 - 東北自動車道、常磐自動車道、磐越自動車道等の高速道路について緊急交通路に指定
  - 3月16日午前6時 - 常磐自動車道三郷～水戸指定解除（全面開放）、あわせて、常磐自動車道接続の北関東自動車道の通行止めも解除
  - 3月24日 - 全面解除[2]。指定から解除までの12日間に、政府の緊急物資輸送（食料、生活用品、燃料、医薬品等）の貨物自動車等の輸送車両に対し交付された標章件数は、約16万6000件[3]。

## 現状
- 東日本大震災を受け警視庁は、緊急交通路を事前に指定し公表している[4]。
- 警察庁は南海トラフ地震の発生時に134路線・31都道府県の6117キロを緊急交通路にする計画を公表している[5][6]。